# Burgistein
Burgistein est une commune suisse du canton de Berne, située dans l'arrondissement administratif de Thoune.

## Château
Le Château de Burgistein qui appartient encore à la famille patricienne bernoise von Graffenried.